# Бехово (Тверская область)
Бехово — деревня в Бологовском районе Тверской области, входит в состав Березорядского сельского поселения.

## География
Деревня находится в северной части Тверской области на расстоянии приблизительно 31 км на северо-восток по прямой от районного центра города Бологое на левом берегу реки Мста.

## История
В 1879 году в деревне числилось 32 крестьянских двора. По сведениям 1909 года в селении было 37 домов. В советский период истории здесь действовали колхозы «Новый путь», «Завет Ильича» и совхоз «Сеглинский».

## Население
Численность населения: 137 человек (1879 год), 127 (1911), 4 (русские 100 %) в 2002 году, 8 в 2010.